# Valle d'Inferno
La Valle d'Inferno o Valle dell'Inferno è una valle che da Ornica (BG) sale fino al Pizzo Tre Signori, a 2.554 m s.l.m., nelle Alpi Orobie. La sua morfologia è caratterizzata da un pendio ripido sopra il paese, ma alquanto denso di fabbricati rurali e prati.
Una strada carrabile di recente costruzione che collega alcune baite a Ornica ha reso la vallata meno gradevole di quanto non fosse fino al 2003 che comunque, specialmente nella parte alta, è sempre spettacolare, in modo particolare durante le prime fioriture.

## Descrizione
Nella parte alta della valle, ovvero verso il passo, capita spesso di incrociare stambecchi e camosci di passaggio. Lungo la vallata vi è un agriturismo che funziona solo in estate e altre baite costruite in legno e pietra.
Per i lavori della nuova strada sterrata è stata distrutta buona parte del sentiero in ciottolato che, partendo dal paese, imboccava i sentieri per la valle d'Inferno e per il rifugio Benigni.
Per raggiungere la valle partendo da Ornica bisogna salire alternando nel primo tratto i pochi spezzoni di sentiero rimasti con pezzi della nuova carrabile fino a imbucare la parte alta del sentiero.

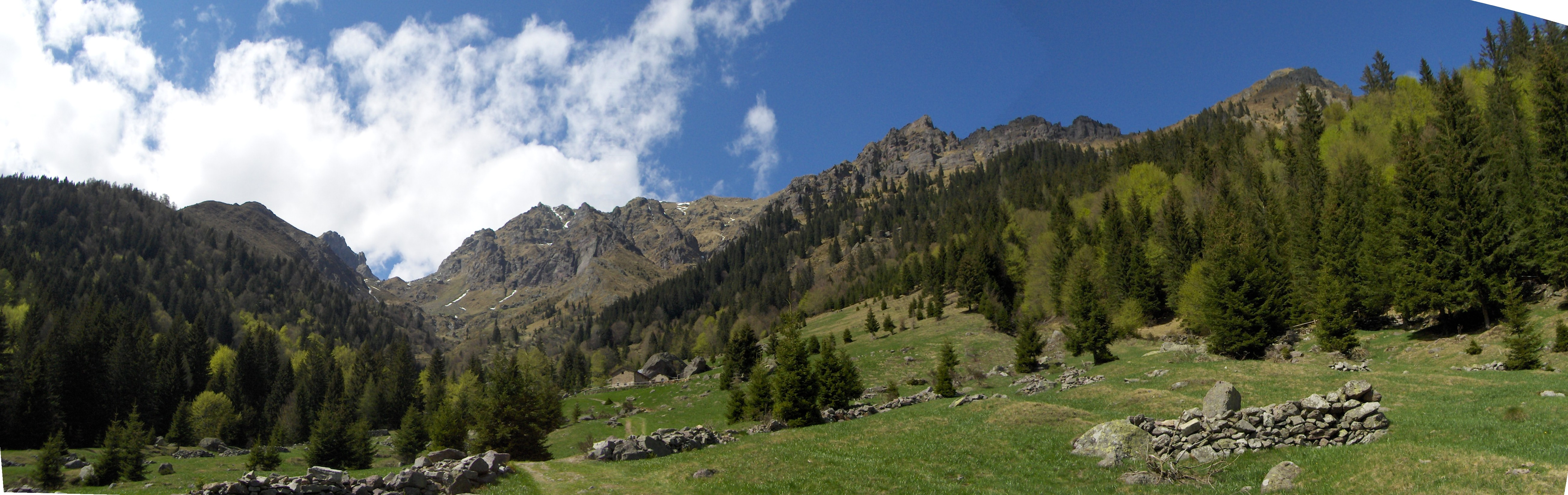
veduta dal basso verso il Pizzo Tre Signori
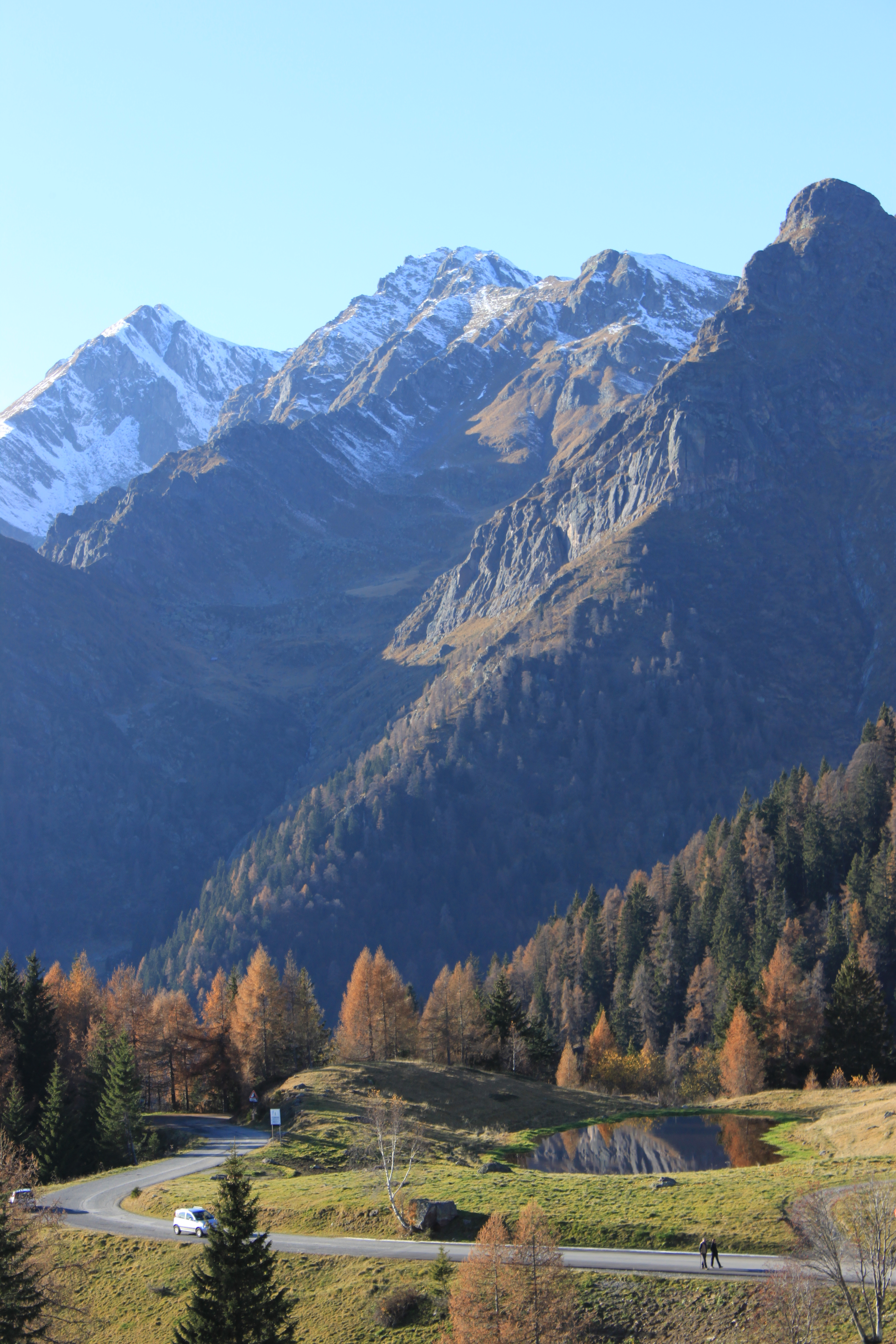
Il Pizzo dei Tre Signori domina la Val d'Inferno
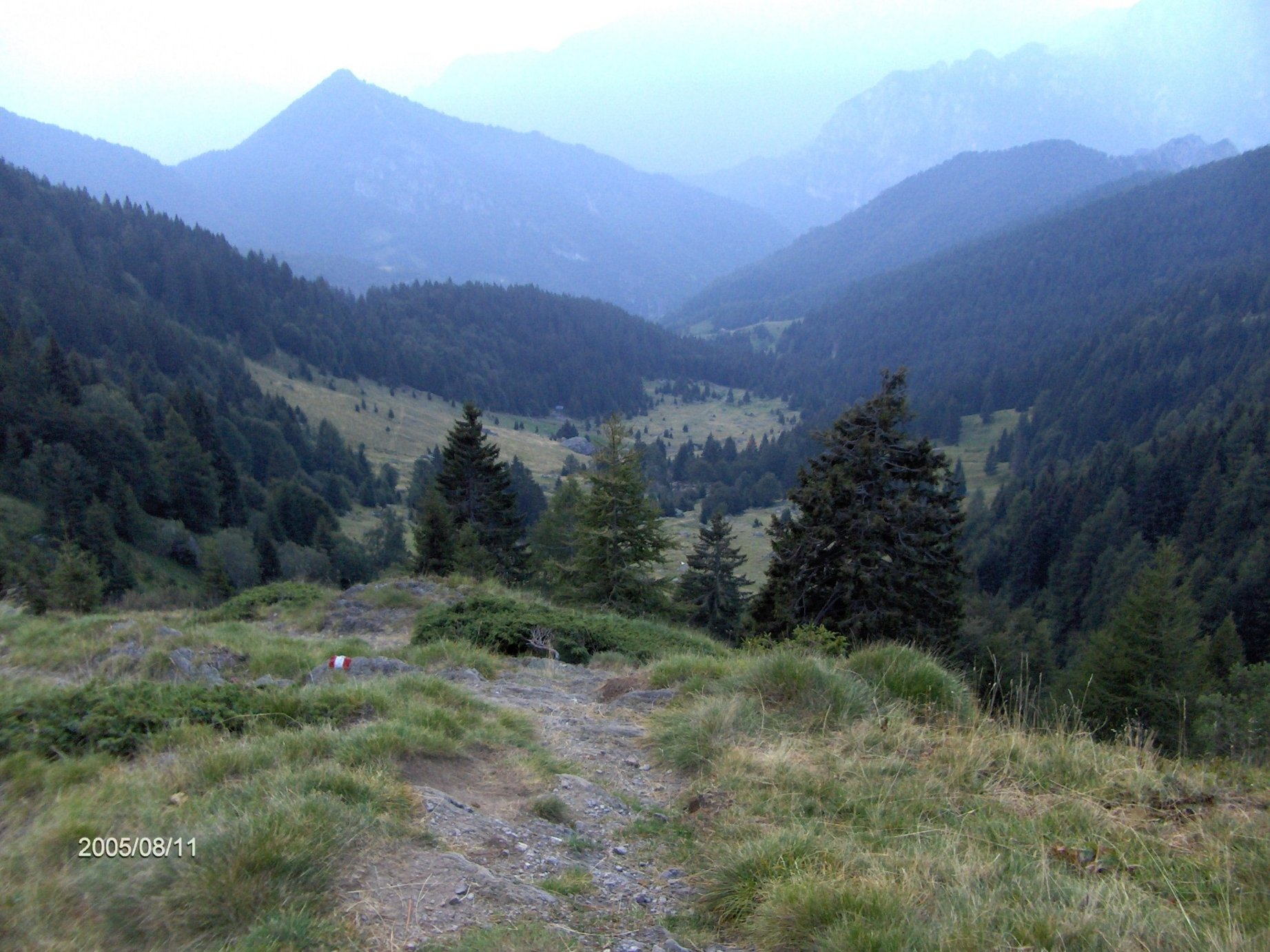
veduta da fondo valle
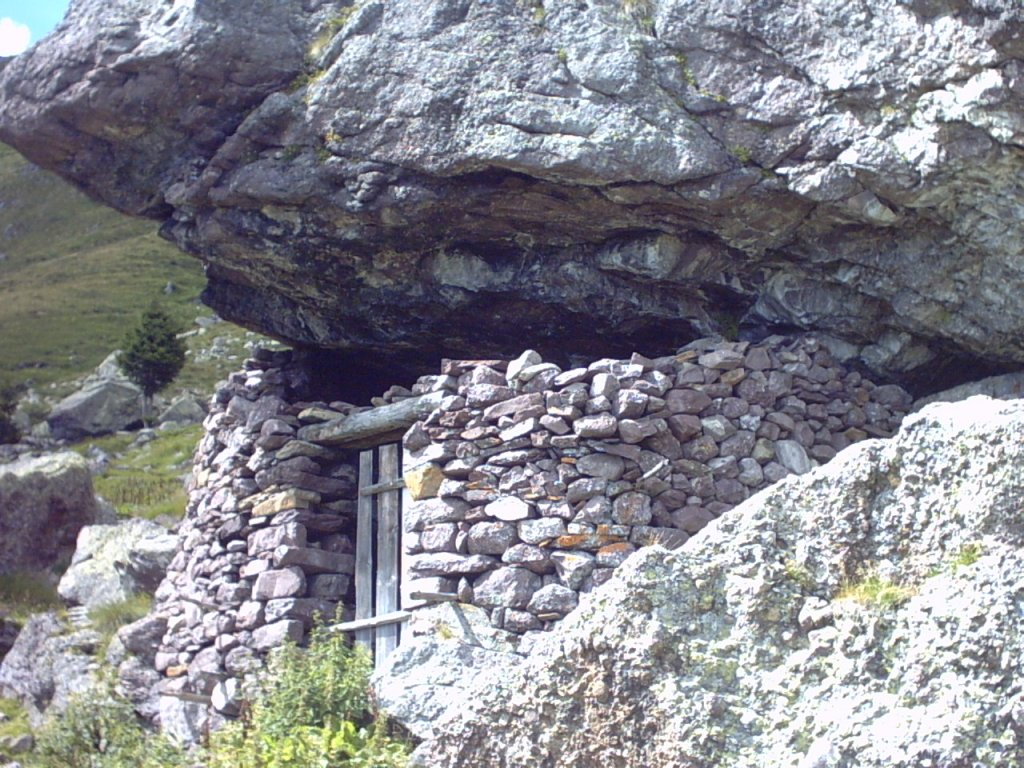
una stalla ricavata tra le rocce
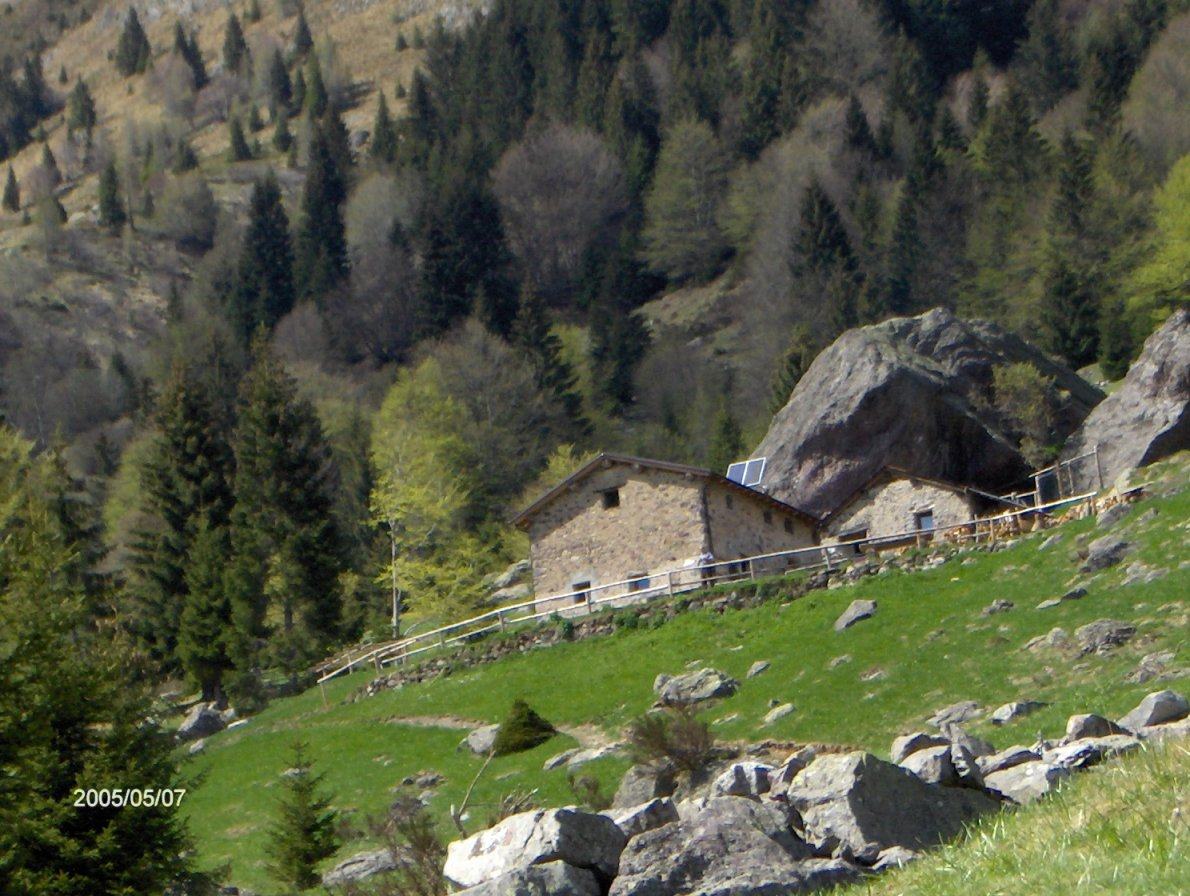
una casera
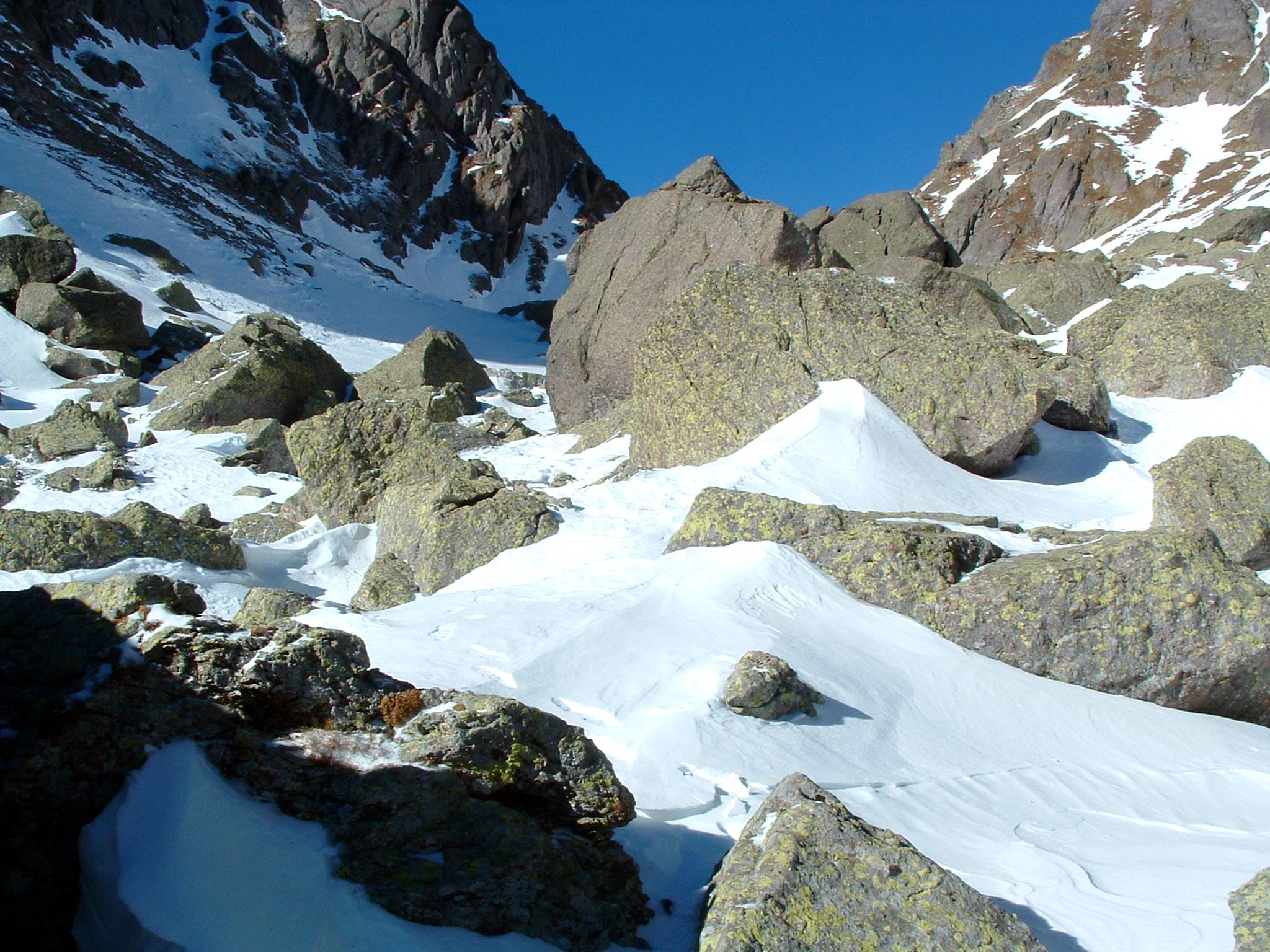
Massi con ai piedi la neve che copre i lastroni di ghiaccio nella parte alta della valle
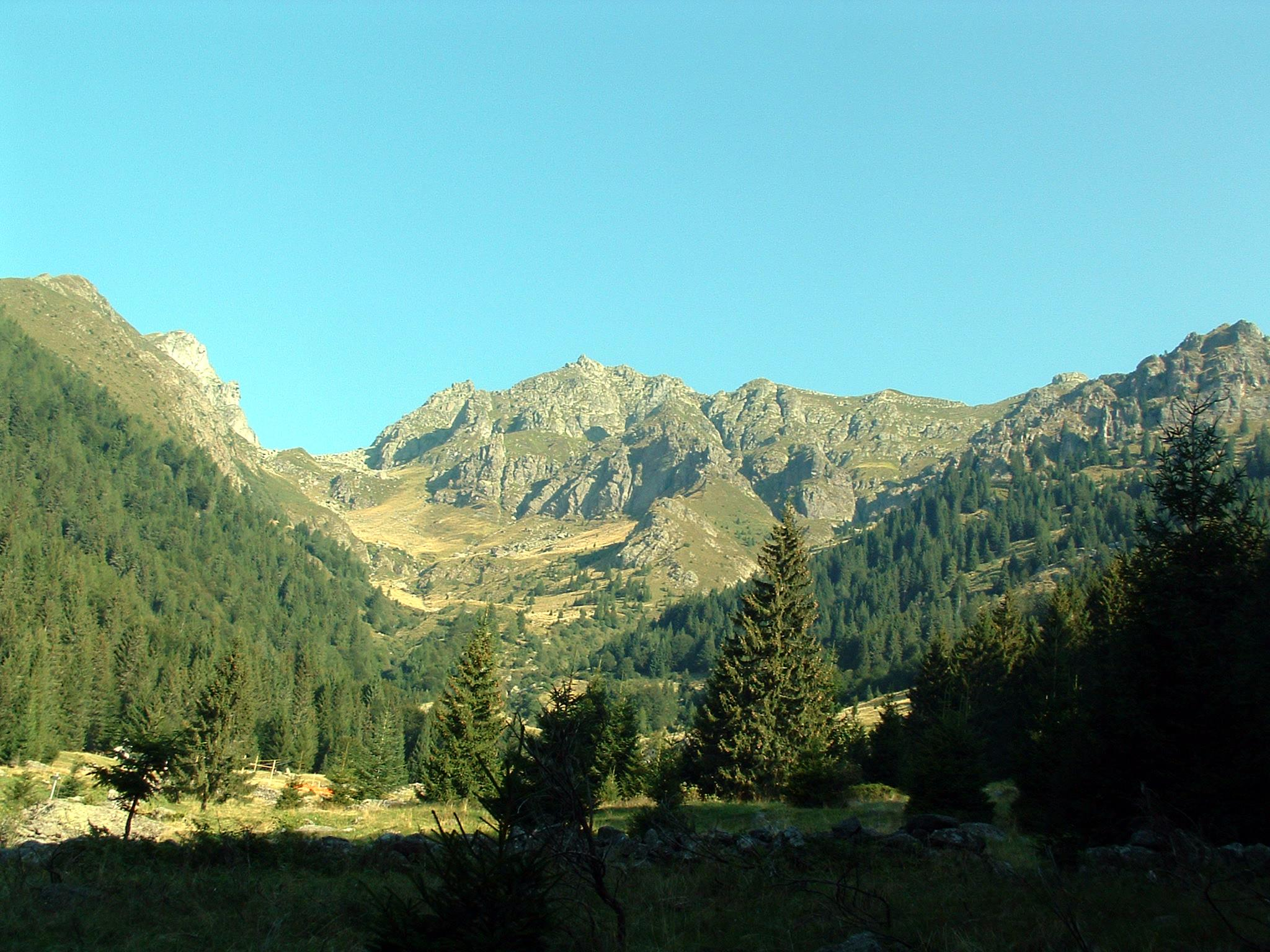
La Valle d'inferno in estate vista dal fondo valle
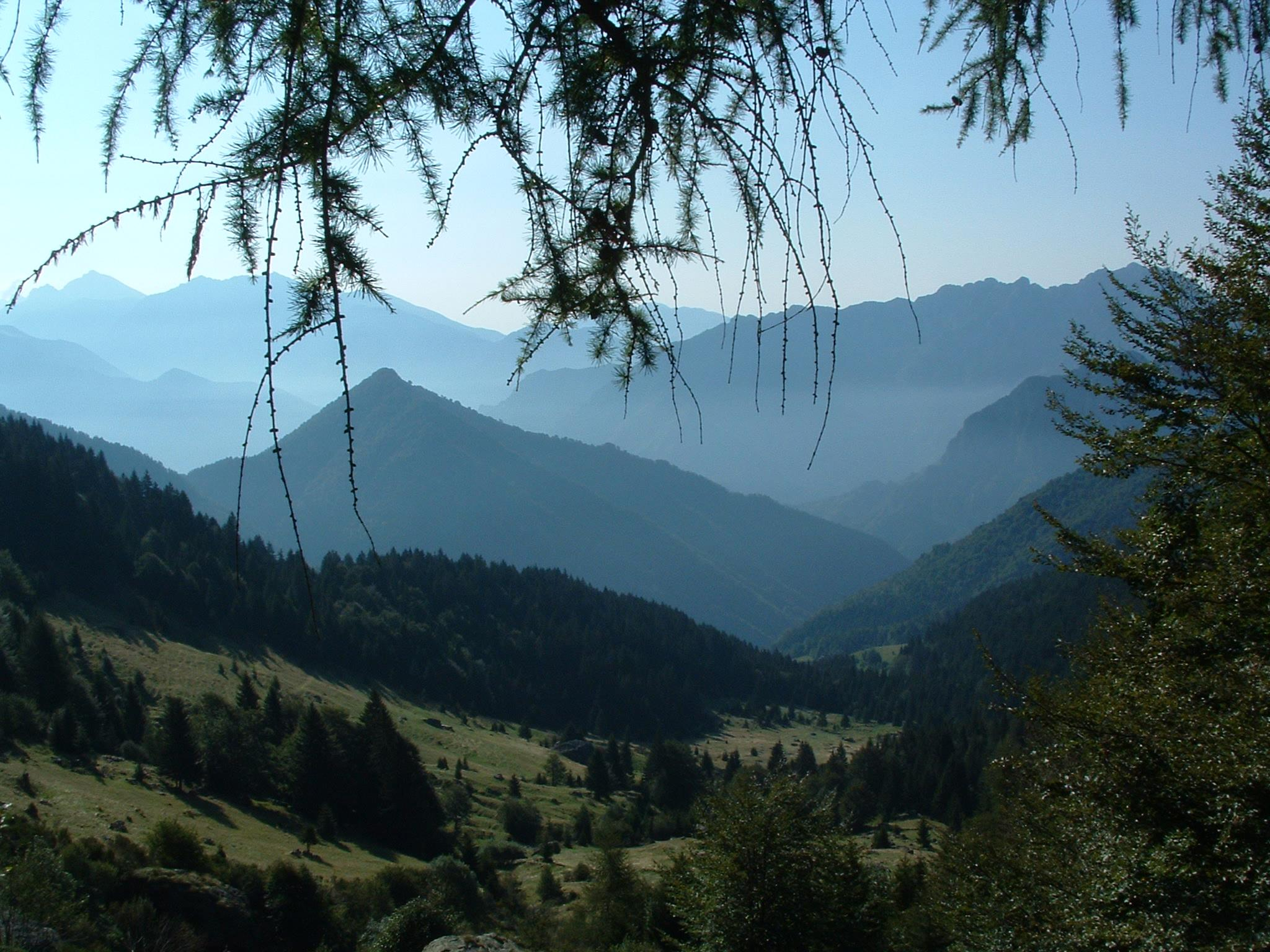
la Valle d'inferno in estate vista dall'alto